# Gaijin Entertainment
Gaijin Entertainment es una compañía húngara de desarrolladores independientes de software fundada en 2001. La compañía desarrolla software de entretenimiento para PC y PowerTV. Es conocida por la creación y concesión de licencias del motor gráfico de Dagor Engine 3.

## Productos
- Star Conflict
- Pista mortal: Resurrección
- Crossout
- War Thunder
- X-Blades
- Cuchillas del Tiempo
- Birds of Steel
- Adrenalin
- Paragraph 78
- Flight of Fancy
- Gangsta Ride (en ruso: Бумер:Сорванные Башни) - basado en la película rusa Boomer.
- Ostrich Runner
- The Fellas and the Ring - lanzado únicamente en Rusia. Basado en la traducción humorística de The Fellowship of the Ring de Dmitry Goblin Puchkov.
- Volkodav - lanzado únicamente en Rusia. Basada en la película rusa con el mismo nombre.
- Zhmurki - lanzado solo en Rusia. Basada en la película con el mismo nombre.
- Oniblade - lanzado únicamente en Rusia. En las versiones de consola se renombró como X-Blades fue lanzada para PS3, Xbox 360 y Windows.
- IL-2 Sturmovik: Birds of Prey - adaptación en versión de arcade para Xbox 360 y PlayStation 3 a partir del simulador de vuelo IL-2 Sturmovik, creado por 1C Company.
- Enlisted (Game)